# Carretera Deba-Ondarroa
La carretera  GI-638  (denominada  BI-638  en sus últimos 900 metros) une las localidades costeras de Deva, Motrico y Ondárroa. Comienza en su intersección con la  N-634  al sur de Deva y, tras cruzar el río Deva mediante un puente colgante y atravesar el túnel de Murgui, discurre por la costa hasta Motrico. Desde esta población hasta la frontera con Vizcaya discurre por el interior, tras lo que desemboca en la glorieta de acceso al puerto de Ondárroa, donde también finaliza la  BI-633 . Antes de la transferencia de las carreteras locales a las Diputaciones Forales, esta vía formó parte de la  C-6212  (Deva-Lequeitio-Guernica).

## Trazado
| Velocidad | Esquema | Carretera que enlaza                                 |
| --------- | ------- | ---------------------------------------------------- |
|           |         | Ondárroa BI-633 Marquina - Durango BI-3438 Lequeitio |
|           |         |                                                      |
|           |         | Playa de Saturrarán                                  |
|           |         | Mijoa                                                |
|           |         |                                                      |
|           |         | GI-3561 Galdona GI-3562 Olatz                        |
|           |         | Motrico GI-3230 Astigarribia - Mendaro               |
|           |         | Túnel de Alcolea                                     |
|           |         | Urazamendik                                          |
|           |         | Túnel de Murgui                                      |
|           |         | Río Deva                                             |
|           |         | N-634 Deva - Mendaro                                 |